# Astrit Fazliu
Astrit Fazliu (ur. 28 października 1987 w Uroševacu) – kosowski piłkarz.

## Życie prywatne
Żonaty, ma syna (ur. 3 października 2015).